# 西納西納-永戈穆格爾縣
6°05′43″S 145°01′20″E / 6.09533°S 145.02236°E
西納西納-永戈穆格爾縣（英語：Sinasina-Yonggomugl District），是巴布亞新畿內亞的縣份之一，位於新畿內亞島中部，由欽布省負責管轄，首府設於永戈穆格爾，面積358平方公里，2011年人口56,805，人口密度每平方公里160人。